# 428
428 (CDXXVIII) je bilo prestopno leto, ki se je po julijanskem koledarju začelo na nedeljo.

## Dogodki
- Merovingi postanejo kralji Francije.

## Smrti
- Teodor iz Mopsuestije